# انجمن ستاره‌شناسی
انجمن ستاره‌شناسی (به آلمانی: Astronomische Gesellschaft) یک انجمن ستاره‌شناسی است که در سال ۱۸۶۳ (میلادی) در هایدلبرگ آلمان پایه‌گذاری شد. این انجمن دومین انجمن ستاره‌شناسی کهنه جهان پس از انجمن سلطنتی اخترشناسان بریتانیا است.

نشان‌واره انجمن ستاره‌شناسی

در ۱۸۸۲ (میلادی) انجمن ستاره‌شناسی دفتر مرکزی تلگرام‌های ستاره‌شناسی را در کیل پایه‌گذاری کرد. دفتر مرکزی تلگرام‌های ستاره‌شناسی در هنگام جنگ جهانی اول به رصدخانه استروالد در دانشگاه کپنهاگ در کپنهاگ دانمارک منتقل شد.
در آغاز سده ۲۰ (میلادی) انجمن ستاره‌شناسی، ساخت مهم‌ترین کاتالوگ ستاره‌ای آن هنگام به نام کاتالوگ انجمن ستاره‌شناسی را آغاز کرد.
مجمع انجمن ستاره‌شناسی در شهر دانزیگ (گدانسک امروزی) در اوت ۱۹۳۹ آخرین مجمع آن تا پیش از آغاز جنگ جهانی دوم بود. پس از پایان جنگ در ۱۹۴۷ (میلادی) کار خود را با نام تازه انجمن ستاره‌شناسی منطقه بریتانیا در گوتینگن آغاز کرد.